# Aníbal Torres
Aníbal Torres Vásquez (Chota, Cajamarca, 28 de dezembro de 1942) é um advogado, jurista, empresário e político peruano. Foi presidente do Conselho de Ministros do Peru entre 8 de fevereiro e 25 de novembro de 2022. Foi também Ministro da Justiça e Direitos Humanos de julho de 2021 a fevereiro de 2022 durante o governo de Pedro Castillo.

## Biografia
Nasceu em Chota, Cajamarca. É advogado e professor universitário da Universidade Nacional de San Marcos. Formou-se advogado em 1970 e doutor em Direito e Ciência Política, pela mesma universidade em 1987. Estudou Direito Civil e Comercial na Universitá Degli Studi di Roma (1970-1971).

### Carreira
Foi conselheiro e decano da Ordem dos Advogados de Lima, decano da Faculdade de Direito e Ciência Política da Universidade Nacional de San Marcos, presidente do Conselho de Reitores da Ordem dos Advogados do Peru, presidente honorário da Academia Peruana de Direito, membro da Comissão Patriótica para a Defesa do Mar de Grau, do Instituto Peruano de Direito Aéreo, da Academia de História Aeronáutica do Peru, membro honorário das ilustres ordens de advogados de Loreto, Puno, Cusco, Cajamarca e Apurímac. É autor de várias publicações em direito civil e direito administrativo.

## Carreira política

### Eleições gerais de 2021
No âmbito do segundo turno das eleições gerais no Peru em 2021, Aníbal Torres tornou-se o principal assessor jurídico do Peru Livre. Partido do candidato Pedro Castillo, que acabaria por vencer a eleição.

### Ministro da Justiça e Direitos Humanos
Em 30 de julho de 2021, foi nomeado Ministro da Justiça e Direitos Humanos do Peru no governo de Pedro Castillo.

### Presidente do Conselho de Ministros
Em 8 de fevereiro de 2022, ele foi empossado como Presidente do Conselho de Ministros do Peru diante do presidente peruano Pedro Castillo. Apresentou a demissão a 25 de novembro de 2022.